# Цаган-Хуртей
Цага̀н-Хуртѐй или Цаган-Хунтей (на руски: Цага̀н-Хуртэ̀й, Цаган-Хунтей; на бурятски: Сагаан Хүртэй дабаан) е планински хребет в Забайкалието, разположен в южната част на Република Бурятия и в западната част на Забайкалски край, Русия. Простира се от запад-югозапад (Заганския проход) на изток-североизток (долината на река Хила, десен приток на Хилок) на 270 km покрай десния бряг на река Хилок (десен приток на Селенга). На югозапад се свързва със Заганския хребет, а на север – с хребета Цаган-Дабан. Максимална височина връх Шантой 1557 m (51°31′05″ с. ш. 110°48′01″ и. д. / 51.518056° с. ш. 110.800278° и. д.), разположен в източната му част. Изграден е основно от гранити, кисели ефузивни скали и седиментни наслаги. Преобладава среднопланинския релеф. От него водят началото си множество десни притоци на Хилок – Обор, Микирт, Зун-Неметей и др., Худан (ляв приток на Уда) и неговите леви притоци – Хуртей, Саранта, Барун-Сулхара и др. Склоновете му са обрасли с лиственична тайга и борови гори. През западната му част, от север на юг преминава участък от трасето на Трансибирската жп магистрала.